# Carlos Tavares
Carlos Tavares (* 14. srpna 1958, Lisabon) je portugalský podnikatel, působí jako generální ředitel a předseda správní rady Groupe PSA, největšího francouzského výrobce automobilů. Dříve působil jako vedoucí provozu ve společnosti Renault.

## Mládí
Carlos Tavares se narodil v roce 1958 v Portugalsku. Vyrostl v Lisabonu. Vystudoval École Centrale Paris.

## Kariéra
Tavares začal svou kariéru v Renault v roce 1981. Byl ředitelem projektu Renault Mégane II. V letech 2004 až 2011 pracoval pro Nissan, pak opět v Renaultu do 29. srpna 2013.
Tavares je od roku 2014 výkonným ředitelem a předsedou správní rady Groupe PSA, nahradil Philippe Varina. Během svého funkčního období řídil opatření na snižování nákladů a zvyšoval tržní podíl společnosti v Číně. Po několika letech ztrát vrátil Groupe PSA zpět k ziskovosti. V roce 2014 se pod jeho vedením vytvořila společnost DS Automobiles jako samostatná značka.
Jako generální ředitel získal pochvalu za převzetí společnosti Opel společností Opel a návrat k její ziskovosti a za rekordní prodej a zisky společnosti PSA  Kromě toho podnítil navrhované spojení PSA s Fiat Chrysler Automobiles. V listopadu 2019 oznámil dohodu o fúzi koncertů PSA s Fiat Chrysler Automobiles, s cílem udržení všech značek aut, které dnes na trhu figurují.

## Osobní život
Tavares má tři děti. Byl řidičem amatérských závodních automobilů od svých dvaceti dvou let. Soutěžil v Rallye Monte-Carlo Historique. Od roku 1966 také sbírá klasická auta a vlastní 1979 Peugeot 504 V6 Coupé, 1976 Alpine A110 a Porsche 912. Do raných devadesátých let udělal kariéru jako řidič rally.